# Мухаммад аль-Мутаваккиль Алаллах
Абу Абдаллах Мухаммад ан-Насир ибн Йакуб, принявший при интронизации титул аль-Мутаваккиль Алаллах («уповающий в делах своих на Бога»)  (умер в 1538/9 или 1543) — последний каирский халиф из династии Аббасидов, правивший с 1508 по 1516, и, возможно, снова после 1517 года. Сын халифа Йакуба аль-Мустамсика (1497 - 1508, 1516 - 1517).
В ноябре 1508 года двоюродный брат халифа Йакуба аль-Мустамсика, Халил, оспорил право аль-Мустамсика занимать пост халифа, так как последний ослеп, и по мнению Халила не мог в полном объеме выполнять свои обязанности. Халил сам претендовал на этот титул. Султан Кансух Гури (1501 - 1516) под давлением окружения был вынужден отстранить аль-Мустамсика от халифата, но передал его в руки его сына Мухаммада, принявшего титул аль-Мутаваккиля (известен под именем аль-Мутаваккиля III). 27 ноября 1508 года считается датой начала его халифата.
В 1515 году османский султан Селим I (1512 - 1520) уничтожил династию Зу-ль-Гадиров, правившую в буферном государстве Эльбистан, обезглавил султана Ала ад-Дина и начал готовить поход против Египта. Курд Идрис, за заслуги перед султаном получивший право завоевать Курдистан, взял после долгой осады Мардин, овладел Диярбакыром и Синджаром. Мамлюкский султан Кансух Гури пытался помешать покорению Курдистана, и выступил из Египта в Сирию во главе огромной мамлюкской армии, угрожая флангам османов. 5 августа 1516 года турки внезапно вторглись во владения мамлюков. 24 августа 1516 года между турками и мамлюками произошла битва на равнине Мардж Дабик неподалёку от Халеба. Исход сражения решила турецкая артиллерия и внезапная смерть в разгар сражения султана Кансуха Гури, возможно предательски убитого. К тому же на сторону османов перешел мамлюкский наместник Алеппо Хайр-бей с отрядом мамлюков. Мамлюки потеряли в сражении множество воинов убитыми, ранеными и пленными. В плену оказался и халиф аль-Мутаваккиль, которого Кансух Гури взял собой, отправляясь в поход против османов. Селим оказал уважение халифу и с почетом разместил его сначала в Алеппо, а после начала похода на Египет взял его с собой.
Когда султан Кансух Гури двинулся в Сирию во главе армии, он оставил вице-султаном Египта своего племянника Туман-бея. В сентябре 1516 года, после гибели Кансуха аль-Гури,Туман-бей был избран новым султаном Египта и возглавил борьбу против Селима I, оккупировавшего Сирию и наступавшего на Египет. Туман-бей решил вести войну до победного конца и отказался вести переговоры с Селимом, умертвив османских послов. Так как халиф аль-Мутаваккиль был в плену у османов, Туман-бей вновь провозгласил халифом его слепого отца, аль-Мустамсика (1516 - 1517). В середине января 1517 года османская армия под командованием султана Селима I вступила в Египет. Султан Туман-бей со своими силами укрепился под Каиром. 22 января 1517 года произошла решающая битва при Риданийи (северное предместье Каира). Потеряв в сражении 20 тысяч воинов, Туман-бей с остатками своего войска беспорядочно отступил, а османы заняли Каир. 2 апреля 1517 года Туман-бай в окрестностях Каира потерпел еще одно поражение и 15 апреля был повешен под аркой ворот Баб Зувейла в Каире. 29 августа 1517 года Селим I назначил Хайр-бея, ранее предавшего Кансуха Гури, правителем Египта, причём он получил свои владения в пожизненное владение. Хайр-бей правил под титулом малик аль-умара (король эмиров). Королевский титул Сайф ад-Дина Хайр-бея символизировал особое положение Египта как союзника и вассала Порты. Управление Египтом при Хайр-бее продолжало следовать практике мамлюкского султаната. Вассальное мамлюкское королевство было упразднено лишь со смертью Хайр-бея в октябре 1522 г.
Считается, что после победы над Туман-беем Селим вновь восстановил аль-Мутаввакиля III в халифате (1517). Согласно официальной османской традиции XVIII века в том же году аль-Мутаваккиль III вместе с семьей был отправлен в Стамбул, где он официально передал османскому султан Селиму I титул халифа, а также его внешние атрибуты — меч и мантию пророка Мухаммеда. На этом халифат Аббасидов закончился, и титул халифа перешел от Аббасидов к Османам. Однако, это очень поздняя османская традиция, используемая ими в своих политических целях, и насколько она реально отражает происходившие в это время события нам не известно. Факты свидетельствуют о том, что после 1517 года аль-Мутаввакиль III действительно находился в Стамбуле (вместе с сыновьями его дяди Халиля, Абу Бекром и Ахмедом), а его отец аль-Мустамсик проживал в Египте, где до своей смерти 28 марта 1521 года, возможно, выполнял обязанности халифа. Вплоть до смерти отца аль-Мутаввакиль III все также находился в Стамбуле (возможно, в качестве заложника), но после этого он оказывается в Египте. Кутб ад-дин Мекканский, лично видевший аль-Мутаввакиля в 943/1536-7, прямо говорит, что аль-Мутаваккиль «вернулся в Египет и сделался там халифом» вплоть до своей смерти 10 ноября 1543 года. После смерти Хайр-бея в октябре 1522 года османский султан Сулейман отправил в Каир Мустафу-пашу для существенной реорганизации управления страной на османский манер. Ближайшие сподвижники Хайр-бея подняли мятеж в 1523 году, но потерпели поражение. В том же, 1523 году, произошло еще одно восстание мамлюков под предводительством Кансав-бея ал-Мухаммади, также подавленное османами. В декабре 1523 г. в Каир прибыл новый османский наместник Ахмед-паша, грузин по происхождению, — знаменитый полководец и государственный деятель Османской империи. В январе 1524 г. Ахмед провозгласил себя султаном Египта и объявил о восстановлении мамлюкского государства. И тут на исторической сцене вновь появляется аль-Мутаваккиль III - он в качестве халифа освящает своей священной властью султанат Ахмеда. Однако вскоре и Ахмед потерпел поражение, был схвачен и казнен 6 марта 1524 г.
О дальнейшей судьбе аль-Мутаваккиля III мало что известно. Как мы уже упоминали выше, Кутб ад-дин Мекканский, лично видевший аль-Мутаввакиля в 943/1536-7, утверждал, что аль-Мутаваккиль выполнял обязанности халифа вплоть до своей смерти в Каире 10 ноября 1543 года (по другим источникам он умер в 945/1538-9 году). После него остались три сына - Омар, Осман и Яхья. Первые двое были еще живы в 1588 году и получали пенсию от османской казны. С их смертью прекратился род Аббасидов в Египте.